# Klaus Jung (Biochemiker)
Klaus Jung (* 22. Januar 1942 in Quedlinburg) ist ein deutscher Mediziner, Biochemiker und Hochschullehrer. Schwerpunkt seiner Forschungstätigkeit ist die Pathobiochemie und die Molekularbiologie in der Urologie.

## Leben
Klaus Jung ist der Sohn von Albert und Ilse Jung, geborene Jacobi.
Er studierte von 1962 bis 1968 Medizin an der Universität Bukarest und an der Universität Rostock und promovierte 1968 am Institut für Biochemie der Universität Rostock zum Dr. med. Anschließend war er bis 1971 als Assistent am Institut für Biochemie der Medizinischen Akademie Magdeburg und danach von 1971 bis 1974 in der Abteilung klinische Biochemie der Berliner Charité tätig. 1973 schloss er seine Ausbildung zum Facharzt für Pathobiochemie und Laboratoriumsdiagnostik ab. Von 1973 bis 1979 leitete er das Enzymlabor des Instituts für Biochemie an der Charité, promovierte 1980 in Berlin dann auch zum Dr. sc. med. und leitete dann von 1979 bis 1991 das Biochemische Labor der Abteilung für Experimentelle Organtransplantation. Ab 1985 lehrte er als außerordentlicher Dozent und ab 1996 als außerplanmäßiger Professor an der Humboldt-Universität zu Berlin. Ab 1991 leitete er als ärztlicher Leiter über 25 Jahre lang die urologische Forschungsabteilung der Charité und ist dort heute als Gastwissenschaftler wie auch als solcher für das Berliner Forschungsinstitut für Urologie (BFIU) tätig. Er veröffentlichte über 600 wissenschaftliche Publikationen.
Klaus Jung ist Mitglied der Deutschen Vereinten Gesellschaft für Klinische Chemie und Laboratoriumsmedizin (DKGL), der International Federation of Clinical Chemistry and Laboratory Medicine (IFCC) und der New York Academy of Sciences (NYAS). Von der Gesellschaft für Klinische Chemie und Laboratoriumsdiagnostik der DDR wurde er 1985 mit dem Leonor-Michaelis-Preis ausgezeichnet.